# Bovenste Indravastih

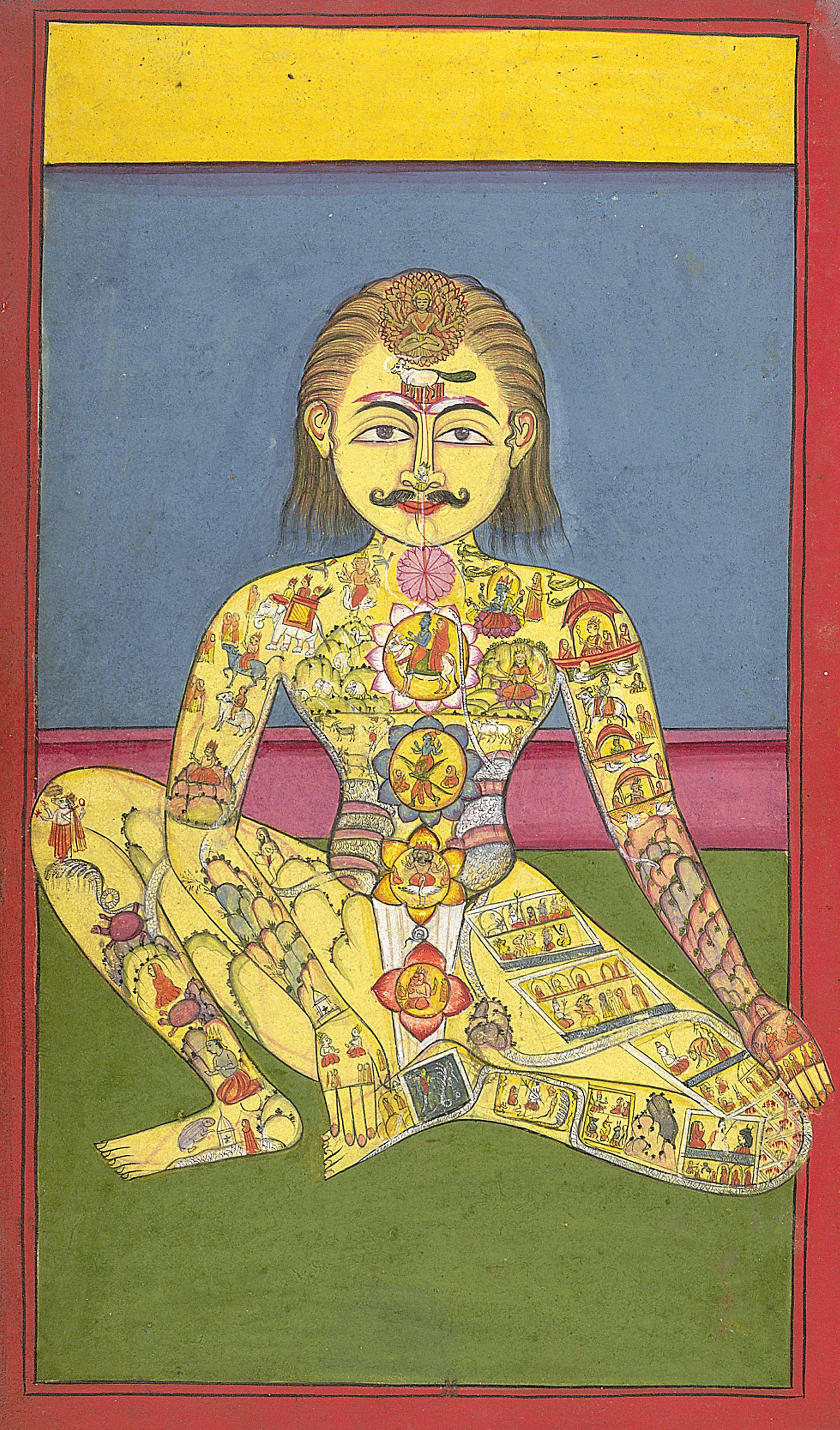
oude Tibetaanse kaart met de 7 Chakra's en de belangrijkste marmapunten

Het bovenste Indravastih (Bovenste Indravastih-punt) is een marmapunt gelegen op de benen. Marmapunten worden in Oosterse filosofieën gebruikt bij massage, yoga, reflexologie en reiki. Men gelooft dat een marmapunt op een nadi ligt en zo een uitwerking kan hebben op een bepaald lichaamsdeel, proces of emotie
| Bovenste Indravastih | |
| -------------------- | --- |
| Positie              | Bovenste Indravastiha is gelegen op het achterkant van het kuitbeen net onder de bolling van de kuitspier |
| Functie              | dit punt staat in verbinding met de spierconstractie van de ledematen en de voeten.                       |
| Bijzonderheden       | goed te behandelen bij pijn in de ledematen en de voeten                                                  |

## Overige marmapunten
Naar schatting zijn er 62.000 marmapunten in het lichaam. De belangrijkste 52 zijn: